# My Woman
My Woman is een Amerikaanse dramafilm uit 1933 onder regie van Victor Schertzinger. Destijds werd de film in Nederland uitgebracht onder de titel Een vrouw uit duizenden.

## Verhaal
Connie Riley werkt als zangeres in de nachtclub van haar vader in Panama. Tussen de repetities door hangt ze samen met haar luie echtgenoot Chick Rollins rond in de hitte. Op een avond maakt ze kennis met radiodirecteur John Bradley. Hoewel hij Connie duidelijk maakt dat haar kansen op een radiocarrière veeleer klein zijn, nodigt hij haar uit om hem op te zoeken in New York.

## Rolverdeling
| Acteur            | Personage       |
| ----------------- | --------------- |
| Helen Twelvetrees | Connie Riley    |
| Victor Jory       | John Bradley    |
| Wallace Ford      | Chick Rollins   |
| Claire Dodd       | Muriel Bennett  |
| Hobart Cavanaugh  | Mijnheer Miller |
| Harry Holman      | Lou             |
| Charles Lane      | Conn            |
| Raymond Brown     | Pa Riley        |